# Susi Aeberhard
Susi Aeberhard (* vor 1964) ist eine Schweizer Kleinkünstlerin, Berner Chansonnière oder Hörspielinterpretin.
Von 1964 bis 1965 wirkte Aeberhard bei den Berner Troubadours mit bzw. war beim Theater am Zytglogge Mitglied des Cabaret Schifertafele. Zur selben Zeit interpretierte sie Liedtexte von Rosmarie Fahrer. Mit Urs Kräuchi und Hugo Ramseyer gab sie Schallplatten von Berner Chansons mit dem Titel I bi verliebt heraus. 1974 gründete sie mit Peter Hunziker und Artur Gloor die Berner Bankelsänger, die bis 1980 mit verschiedenen Programmen in vielen Kleintheatern der Schweiz auftraten, ebenso in der Radiosendung «AchtungStufe».
Die Hörspielfassung von Max Frischs Herr Biedermann und die Brandstifter ist das bekannteste Werk, bei dem Aeberhard mitwirkte. Aeberhards berndeutsche Version von Elfriede Jelineks wenn die sonne sinkt «gilt als Highlight im hiesigen Hörspiel-Schaffen».